# Anastasiya Ivanenko
Anastasiya Víktorovna Ivanenko –en ruso, Анастасия Викторовна Иваненко– (Vorkutá, URSS, 24 de febrero de 1989) es una deportista rusa que compitió en natación.
Ganó dos medallas en el Campeonato Mundial de Natación en Piscina Corta de 2006 y cuatro medallas en el Campeonato Europeo de Natación en Piscina Corta, en los años 2005 y 2006.

## Palmarés internacional
| Campeonato Mundial en Piscina Corta | Campeonato Mundial en Piscina Corta | Campeonato Mundial en Piscina Corta | Campeonato Mundial en Piscina Corta |
| Año                                 | Lugar                               | Medalla                             | Prueba                              |
| ----------------------------------- | ----------------------------------- | ----------------------------------- | ----------------------------------- |
| 2006                                | Shanghái (China)                    | Medalla de oro                      | 800 m libre                         |
| 2006                                | Shanghái (China)                    | Medalla de bronce                   | 400 m estilos                       |
| Campeonato Europeo en Piscina Corta |                                     |                                     |                                     |
| Año                                 | Lugar                               | Medalla                             | Prueba                              |
| 2005                                | Trieste (Italia)                    | Medalla de plata                    | 400 m estilos                       |
| 2005                                | Trieste (Italia)                    | Medalla de plata                    | 800 m libre                         |
| 2006                                | Helsinki (Finlandia)                | Medalla de plata                    | 800 m libre                         |
| 2006                                | Helsinki (Finlandia)                | Medalla de bronce                   | 400 m estilos                       |